# Wreford n.º 280
Wreford n.º 280 es un municipio rural canadiense situado en la provincia de Saskatchewan.

## Superficie
Wreford n.º 280 tiene una superficie de 793,3 km².

## Demografía
En 2021, tenía 140 habitantes, una densidad poblacional de 0,2 hab./km², y 76 viviendas.